# Jiří Řehák
Jiří Řehák (ur. 10 maja 1958 w Hradcu Králové) – czeski okulista, profesor i od 1998 kierownik Kliniki Okulistyki Uniwersytetu Palackiego w Ołomuńcu.

## Życiorys
Dyplom lekarski uzyskał w 1983 na Wydziale Lekarskim Uniwersytetu Karola w rodzinnym Hradcu Králové. Od 1983 do 1987 pracował jako lekarz (cz. sekundární lékař) w szpitalu uniwersyteckim w Ołomuńcu, gdzie w 1987 awansował na etat akademicki (cz. odborný asistent). Doktoryzował się w 1991 na podstawie dysertacji „Kryochirurgická léčba neovaskulárního glaukomu". Pierwszy i drugi stopień specjalizacji z okulistyki uzyskał odpowiednio w 1986 i 1991. Zastępcą szefa uniwersyteckiej kliniki okulistycznej w Ołomuńcu został w 1994. Habilitował się w 1996 rozprawą pt. „Okluze větve sítnicové vény". W 1998 awansował na szefa Kliniki Okulistyki Uniwersytetu Palackiego. Nominację profesorską otrzymał w 2013.
Od 2010 jest członkiem European Board of Ophthalmology (Europejskiej Rady Okulistyki, stąd przy nazwisku skrót FEBO oznaczający Fellow of European Board of Ophthalmology). Jest członkiem Czeskiego Towarzystwa Okulistycznego (cz. Česká oftalmologická společnost) oraz stowarzyszeń o zasięgu międzynarodowym, m.in. Amerykańskiej Akademii Okulistyki.
Swoje prace publikował w wiodących recenzowanych czasopismach okulistycznych, m.in. „Acta Ophthalmologica", „American Journal of Ophthalmology" oraz „Graefe's Archive for Clinical and Experimental Ophthalmology".
Jest redaktorem naczelnym czołowego czasopisma okulistycznego w Czechach „Česká a slovenská oftalmologie".
Jego ojciec Svatopluk Řehák (1926–2013) był także profesorem okulistyki (pełnił funkcje m.in. szefa Kliniki Okulistyki i dziekana Wydziału Lekarskiego Uniwersytetu Karola w Hradcu Králové). Matką była Jirina (z domu Svobodova). Od 1982 jest żonaty z Haną Berkovą.